# Schafhaus (Presseck)
Schafhaus ist ein Gemeindeteil des Marktes Presseck im Landkreis Kulmbach (Oberfranken, Bayern). Schafhaus liegt in der Gemarkung Wartenfels.

## Geografie
Die Einöde liegt am Osthang einer Erhebung (605 m ü. NHN) des Frankenwaldes. Unmittelbar südlich entspringt der Katzengraben, ein rechter Zufluss der Zettlitz. Ein Anliegerweg führt zur Kreisstraße KU 24 beim Schafhof (0,2 km südöstlich) bzw. nach Oberehesberg (1,3 km nordwestlich).

## Geschichte
Schafhaus gehörte zur Realgemeinde Wartenfels. Gegen Ende des 18. Jahrhunderts bestand Schafhaus aus einem Anwesen. Das Hochgericht übte das bambergische Centamt Wartenfels aus. Das Amt Wartenfels war Grundherr des kleinen Schafhauses.
Mit dem Gemeindeedikt wurde Schafhaus dem 1808 gebildeten Steuerdistrikt Wartenfels und der im selben Jahr gebildeten Ruralgemeinde Wartenfels zugewiesen. Am 1. Mai 1978 wurde Schafhaus im Rahmen der Gebietsreform in die Gemeinde Presseck eingegliedert.

### Einwohnerentwicklung
| Jahr      | 001818 | 001819 | 001861 | 001871 | 001885 | 001900 | 001925 | 001950 | 001961 | 001970 | 001987 |
| Einwohner |        | *      | *      | *      | *      | 5      | 4      | 6      | 4      | 7      | 3      |
| Häuser    | *      |        |        |        | *      | 1      | 1      | 1      | 1      |        | 1      |
| Quelle    | [ 6 ]  | [ 9 ]  | [ 10 ] | [ 11 ] | [ 12 ] | [ 13 ] | [ 14 ] | [ 15 ] | [ 16 ] | [ 17 ] | [ 1 ]  |

## Religion
Schafhaus ist katholisch geprägt und nach St. Bartholomäus (Wartenfels) gepfarrt.